# Казимир Вилхелм фон Хесен-Хомбург
Казимир Вилхелм фон Хесен-Хомбург (на немски: Kasimir Wilhelm von Hessen-Homburg; * 23 март 1690, Веферлинген; † 9 октомври 1726, Хьотенслебен) от род Дом Хесен, е принц от ландграфство Хесен-Хомбург.

## Биография
Той е най-малкият син на ландграф Фридрих II фон Хесен-Хомбург (1633 – 1708), прочутият принц фон Хомбург, и втората му съпруга принцеса Луиза Елизабет от Курландия (1646 – 1690). Най-големият му брат Фридрих III Якоб (1673 – 1746) става ландграф на Хесен-Хомбург.
През 1708 г. той се бие във войската от Мекленбург на принц Евгений Савойски. В началото на 1715 г. влиза в шведската войска на Карл XII. През ранното лято той е пленен при Висмар и се отказва от военната служба.

## Фамилия
Казимир Вилхелм се жени на 8 (3) октомври 1722 г. в Браунфелс за графиня Христина Шарлота фон Золмс-Браунфелс (* 10 ноември 1690; † 16 октомври 1751), дъщеря на граф Вилхелм Мориц фон Золмс-Браунфелс и Магдалена София, дъщеря на ландграф Вилхелм Христоф фон Хесен-Хомбург. Двамата имат децата:
- Фридрих IV Карл Лудвиг Вилхелм (1724 – 1751), от 1746 г. ландграф na Хесен-Хомбург, женен 1746 г. за Улрика Луиза фон Солмс-Браунфелс (1731 – 1792)
- Евгений (Ойген) Казимир (1725 – 1725)
- Улрика София (1726 – 1792)